# Kaspar Horst
Kaspar „Perry“ Horst (* 21. November 1929 in Köln; † 21. Juni 2014) war ein deutscher Aquarianer und Verleger.
Horst beschäftigte sich seit der Kindheit mit der Aquaristik, insbesondere mit Aquarienpflanzen. Zu seinen Entwicklungen gehörte in den 1960er-Jahren ein synthetischer Nährstoffträger, der den Pflanzen im Aquarium nicht nur Eisen, sondern auch andere Nährstoffe und Spurenelemente zuführt. Patentiert wurde seine Methode der Kohlenstoffdioxid-Düngung im Wasser. Gemeinsam mit Horst E. Kipper, in dessen Unternehmen DUPLA Aquaristik GmbH er später als Geschäftsführer eintrat, unternahm er eine Reihe von Forschungsreisen nach Sri Lanka, Thailand, Malaysia, Borneo und Australien. 1976 gründete er gemeinsam mit Kurt Paffrath den Arbeitskreis Wasserpflanzen im Verband Deutscher Vereine für Aquarien- und Terrarienkunde. Ab Mai 1983 gab er die Aquarienzeitschrift Aquarium heute heraus und machte die Aquaristik zum Beruf, indem er seine Stellung als Kaufmann in einem Kölner Verlagshaus aufgab.

## Veröffentlichungen
- mit Horst E. Kipper: Das perfekte Aquarium – Der sichere Weg zum Erfolg. Leitfaden zur Einrichtung und Pflege des Süßwasser-Aquariums. 4. Auflage. Tetra Verlag, Melle 1981.
- mit Horst E. Kipper: Das optimale Aquarium – Leitfaden zur Einrichtung und Pflege des Süßwasser-Aquariums. Ad aquadocumenta Verlag, Bielefeld 1992, ISBN 3-925916-15-6.
- Mein erstes Aquarium. Einführung in die Aquarienkunde für alle, die Aquarianer werden wollen. 2. Auflage. Ad aquadocumenta Verlag, Bielefeld 1995, ISBN 3-925916-24-5.